# Yalta intérieur
 (mai 2022).
Le Yalta intérieur est une théorie politique selon laquelle le Parti communiste français a été toléré pendant la Guerre froide, en France, parce qu'il assurait l'intégration sociale des classes populaires, la structuration de la lutte d'extrême gauche et sa canalisation, et permettait une répartition du pouvoir entre la droite et la gauche.

## Concept
L'expression de « Yalta intérieur » renvoie à la transposition à la politique intérieure de l'accord de la conférence de Yalta, qui divisait l'Europe en plusieurs zones d'influence. Guy Konopnicki écrit ainsi, en 1980, que « le maintien du PC au sein de la société française est aujourd'hui nécessaire à des couches sociales diverses et contradictoires [...] Il y a ainsi une sorte de Yalta intérieur dans lequel des institutions contradictoires à première vue se soutiennent mutuellement ». 
Le PCF était nécessaire à la vie de l’État en ce qu'il s'agit pour le gouvernement d'un régulateur des conflits sociaux, en même temps qu'un adversaire identifié pour les gouvernements successifs. Ainsi, la droite gaulliste aurait conservé le pouvoir d’État, tandis que le PCF pouvait régner sur la contre-culture protestataire. Jean-Marc Schiappa remarque ainsi le rôle que le PCF a joué dans la structuration de la lutte sociale, et donc de sa délimitation, durant les années 1970. Il a pu peser lors de la grève étudiante de 1976 en interdisant aux enseignants du supérieur de rejoindre les manifestants. 

## Histoire
Philippe Robrieux, dans son enquête sur le Parti communiste français dans les années 1970 (La Secte), écrit que Valéry Giscard d'Estaing et Georges Marchais avaient tous deux intérêt à perpétuer le « Yalta intérieur » sous la présidence de Valéry Giscard d'Estaing afin de lutter contre les socialistes. Selon Serge Sur, le Parti socialiste craignait alors cet accord implicite entre le PCF et la droite, et avait ainsi protesté lors de la rencontre entre le président Giscard d'Estaing et Léonid Brejnev de mai 1980.
Certains ont émis la thèse selon laquelle la détente de la politique étrangère française vis-à-vis de l'URSS dans les années 1970 était due à un Yalta intérieur sous la forme d'un soutien occulte du PCF à la présidence de Valéry Giscard d'Estaing par le biais d'une lutte contre les socialistes. Serge Sur, dans son Que sais-je ? sur Le Système politique de la Ve République, estime la thèse fantaisiste et rappelle que « l'élection présidentielle de 1981 a démontré la vanité du calcul, ou du soupçon ».
En 1983, Jean Charbonnel publie Comment peut-on être opposant ?, où il fustige le « Yalta intérieur qui mutile la nation ».

## Postérité

### Système de santé et réformes
Michel Koenig a critiqué ce « petit Yalta intérieur » dans un livre de 1990, où il le rend responsable de l'impossibilité de réforme profonde du système de protection sociale française. L’État ayant implicitement laissé l'extrême-gauche gérer les questions liées à la protection sociale en vue du Yalta intérieur, le système est condamné à n'être jamais réformé.

### Reprise par l'extrême droite
L'extrême droite française a brandi le concept de Yalta intérieur dans les années 1990 en soutenant que la droite et la gauche allaient de pair pour diriger le pays. Ainsi, le programme du Front national de 1993, 300 mesures pour la renaissance de la France, affirmait : « depuis un demi-siècle, l'éducation et avec elle les enfants, les adolescents et les parents, a été victime d'une sorte de Yalta intérieur : à la gauche sectaire, la formation des esprits, à la droite la gestion des affaires économiques ». En privé, Jean-Marie Le Pen a aussi affirmé dans les années 1980 que « nous assistons à un Yalta intérieur ».